# Svart neontetra
Svart neontetra (Hyphessobrycon herbertaxelrodi) är en fiskart som beskrevs av Géry, 1961. Svart neontetra ingår i släktet Hyphessobrycon och familjen Characidae. Inga underarter finns listade i Catalogue of Life.